# Dog Days (album)
Pour les articles homonymes, voir Dog Days (homonymie).
Albums de Atlanta Rhythm Section
Third Annual Pipe Dream
(1974) Red Tape
(1976)
Singles
1. Dog Days
Sortie : 1975
2. Crazy
Sortie : 1975

Dog Days est le quatrième album studio du groupe de rock sudiste, Atlanta Rhythm Section. Il est sorti en août 1975 sur le label Polydor et a été produit par Buddy Buie en association avec Robert Nix et J.R. Cobb.

## Historique
Cet album fut enregistré pendant le printemps 1975, à Doraville, Géorgie, dans le Studio One. Il se classa à la 113e place du Billboard 200 aux États-Unis.
Il faudra attendre 2005 pour le voir réédité en disque compact en compagnie de l'album Red Tape paru à l'origine en 1976.

## Liste des titres
Face 1
| No | Titre                   | Auteur                                | Durée |
| -- | ----------------------- | ------------------------------------- | ----- |
| 1. | Crazy                   | Buddy Buie, Robert Nix, Dean Daughtry | 3:07  |
| 2. | Boogie Smoggie          | Buie, Nix, Barry Bailey               | 7:57  |
| 3. | Cuban Crisis            | Buie, Nix, J.R. Cobb                  | 3:50  |
| 4. | It Just Ain't Your Moon | Buie, Nix, Daughtry                   | 4:50  |

Face 2
| No | Titre            | Auteur                     | Durée |
| -- | ---------------- | -------------------------- | ----- |
| 1. | Dog Days         | Buie, Nix, Daughtry        | 3:35  |
| 2. | Bless My Soul    | Cobb                       | 4:00  |
| 3. | Silent Treatment | Buie, Nix, Barry Bailey    | 6:15  |
| 4. | All Night Train  | Buie, Nix, Daughtry, McRee | 3:10  |

## Musiciens
- Ronnie Hammond: chant, chœurs
- Dean Daughtry: claviers
- Barry Bailey: guitares
- Robert Nix: batterie, percussions, chœurs
- Paul Goddard: basse
- J.R. Cobb: guitares, chœurs

## Charts
Charts album
| Pays       | Durée du classement | Meilleur classement |
| ---------- | ------------------- | ------------------- |
| États-Unis | 9 semaines          | 113e                |

Chart single
| Date | Single   | Chart   | Position |
| ---- | -------- | ------- | -------- |
| 1977 | Dog Days | Hot 100 | 64e      |